# Messua
Messua là một chi nhện trong họ Salticidae.